# ان‌ار۴۰

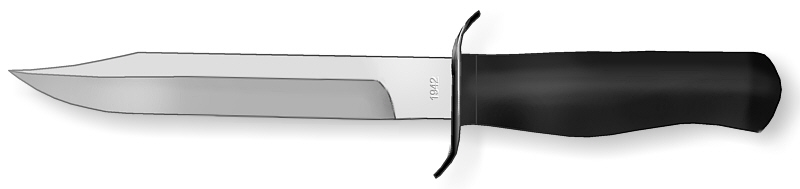
ان‌ار۴۰

اِت‌ار۴۰ (به روسی: НР-40؛ کوتاه‌شدهٔ нож разведчика به معنای کارد دیده‌بانی) یک کارد رزمی ارتش سرخ بود که در ۱۹۴۰ میلادی در خلال جنگ جهانی دوم عرضه‌شد. تیغهٔ این کارد ۱۵۲ میلی‌متر است و به صورت لبهٔ برشی (Clip Point) بود و دستهٔ چوبی سیاه‌رنگی دارد. حفاظ دسته نیز به صورت اس‌شکل طراحی شده‌است. 